# 蓝野猪方庭

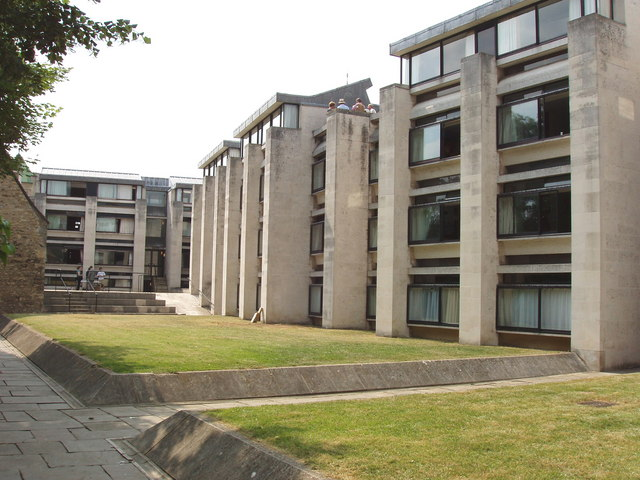
蓝野猪方庭

蓝野猪方庭（Blue Boar Quadrangle）是牛津大学基督堂学院的一个方庭，由伊达尔戈·莫亚和菲利普·鲍威尔设计，建于1965年到1968年。蓝野猪方庭被文化，媒体和体育大臣夏灵基的麦金托什男爵形容为“高等教育扩建期间最好的同类建筑之一”。2006年10月17日，蓝野猪方庭由于其20世纪60年代建筑风格的独特性，被列为英国20000座二级登录建筑之一。
蓝野猪方庭得名于其南侧古老的蓝野猪街。
蓝野猪方庭的宿舍大多是中等大小的房间，有一张书桌，床，冰箱和靠窗的座位。窗户较大，光线充足。底楼的部分房间有潮湿的问题。